# Aquagirl (Lorena Marquez)
Pour les articles homonymes, voir Márquez.
Lorena Marquez est l'un des personnages de fiction à utiliser le nom de code Aquagirl. Elle est une super-héroïne de  bande dessinée publiée par DC Comics. Lorena a fait ses débuts dans Aquaman vol. 6 n°16 (Mai 2004), et a été créée par Will Pfeifer et Patrick Gleason.

## Biographie fictive
Lorena Marquez participe à une sortie au Zoo de San Diego quand un tremblement de terre secoue la ville de San Diego et la fait s'enfoncer profondément dans la mer, faisant des milliers de morts, dont la famille de Lorena. Elle entre en contact avec Aquaman qui la soigne. Elle découvre alors qu'elle a développé la capacité de respirer sous l'eau comme un Atlante. Tous deux parviennent à localiser les autres survivants de la catastrophe, ainsi qu'Anton Geist, le scientifique responsable de la catastrophe. Lorena et Aquaman n'ont pas d'autre choix que de commencer la reconstruction de la ville, la nommant "Sub-Diego". Lorsque Ocean Master échange des vies contre Aquaman, Lorena adopte l'identité d'Aquagirl, prenant un costume aquatique. Après l'exposition du plan d'Ocean Master par Aquaman, Lorena conserve son costume et son identité d'Aquagirl. Tous deux continuent à protéger Sub-Diego. Lorsqu'une série d'homicides touche Sub-Diego, Lorena a été l'une des premières à découvrir que c'était une ancienne officier de police, Chandra Abbot qui était coupable. Les deux se battent et Chandra admet qu'elle n'avait pas compris pourquoi Aquaman permettait à Lorena de l'aider ; mais maintenant elle a compris, elle est une bonne détective.

### "Un An Plus Tard"
Dans Teen Titans Volume 3 n°34 (Mai 2006), Lorena est montrée dans la Tour des Titans en train de se disputer avec Holly Granger au cours d'un flashback. Elle est également membre des Teen Titans pendant les événements de 52. Elle assiste Steel en lançant une attaque contre LexCorp lorsque Natasha Irons est capturée par Lex Luthor. Plus tard, elle refait surface en tant que personnage de soutien pour le nouveau Aquaman, Joseph Arthur Curry, dans Aquaman: Sword of Atlantis. Apparemment, elle est l'un des derniers habitants de Sub-Diego pouvant respirer sous l'eau. Elle part dans les mers, portant le deuil de Koryak dans les décombres de Poseidonis. Elle rejoint ensuite Curry, Cal Durham, Tempest et le nouveau Topo dans leur voyage vers Sub-Diego. Aquagirl apparaît dans Terror Titans n°1 et est enlevée (avec un groupe d'autres super-héros adolescents) par les Terror Titans. Alors que son coéquipier Molecule est tué par le nouveau Persuader, Lorena est capturée vivante pour voir son esprit effacé et forcée à se battre dans le Dark Side Club, à la demande des Dieux d'Apokolis sur Terre. Elle est vaincue deux fois, une fois par Rose Wilson après avoir été poignardée, et de nouveau par une Terra ayant subi un lavage de cerveau, qui écrase Lorena avec une paire de rochers. Aquagirl et les autres sont finalement libérés par Miss Martian et Lorena rejoint les survivants à la Tour des Titans afin de récupérer.

### Rejoindre les Titans
Tout en se reposant dans la tour, Lorena rencontre et se lie d'amitié avec Static, lui disant qu'elle a bien aimé son expérience passée en tant que membre des Teen Titans. Après s'être rendu compte qu'elle n'a nulle part où aller et aucune famille, Lorena accepte l'offre de Wonder Girl de rejoindre l'équipe et s'installe de manière permanente dans la Tour des Titans.
Tout en restant amie avec Static, Lorena commence aussi à flirter en espagnol avec son coéquipier Blue Beetle (Jaime Reyes), bien qu'il sorte déjà avec la super-heroïne et membre de réserve des Titans, Traci Thirteen. Elle gagne aussi rapidement une ennemie en Bombshell, la trouvant grossière. En dépit de son intérêt apparent pour Static et Blue Beetle, Aquagirl commence à flirter avec Superboy après avoir été témoin d'un combat entre lui et Wonder Girl.
Lors d'une mission pour sauver Raven d'un être extra-dimensionnel appelé Wyld, Aquagirl et Bombshell sont avalées par un énorme monstre marin muté par l'énergie de Wyld. Après que Static a détruit Wyld, Aquagirl et Bombshell sont portées disparues en mer et leur destin est incertain. Dans le numéro suivant, il est mentionné que toutes deux ont été sauvées par un de leurs coéquipiers, mais ont quitté les Titans en raison du fait que Wonder Girl ne souhaite plus mettre en danger de jeunes héros "inexpérimentés" en les acceptant dans l'équipe.

### Brightest Day
Dans le crossover Brightest Day, Lorena est approché par Mera qui était venue chercher de l'aide contre sa sœur et son Escadron de la Mort. Mera et elle réapparaissent par la suite quand Siren et son armée attaquent Miami, en Floride, lors de la première salve de l'invasion. Au cours de la bataille, Lorena sauve le nouveau Aqualad en donnant un coups de pied au visage de Black Manta alors qu'il était sur le point de poignarder le jeune. Après que Mera et Aqualad aient réussi à piéger les envahisseurs à l'intérieur du Triangle des Bermudes, Lorena dit à Aqualad de ne pas "se faire d'idées" alors que les deux adolescents regardent Aquaman et Mera en train de s'embrasser passionnément.
Elle est l'un des anciens Titans qui est venu aider dans la bataille contre Superboy-Prime.

## Pouvoirs et capacités
- Respire sous l'eau et résiste à la pression en haute-mer[11],
- Une grande force,
- En plus de ses capacités meta-humaines, Lorena semble être compétente avec l'utilisation d'un trident atlante, qu'elle utilise souvent lorsqu'elle aide les Teen Titans dans leurs combats,
- Montre des compétences lors d'enquêtes policières,
- Semi-compétente au combat au corps-à-corps.

## Autres versions

### Titans Tomorrow
Dans la chronologie de Titans Tomorrow, Lorena est Aquawoman, un membre des Titans. Il est révélé qu'elle a développé des pouvoirs télépathiques qu'elle a utilisé pour tuer (ou paralyser) l'ancien membre des Titans, Garth.